# 赤い疑惑
『赤い疑惑』（あかいぎわく）は、1975年10月3日から1976年4月16日までTBS系列で放送されたテレビドラマ。赤いシリーズ第2弾。平均視聴率23.4%、最高30.9%（関東地区）を記録した。主な出演者は宇津井健、山口百恵、三浦友和。山口百恵と三浦友和のドラマ初共演作。

## ストーリー
大島茂は妻・敏江との間に、17歳になる娘・幸子を持つ大学助教授。フランスには舞台演出家として活躍する妹の大島理恵がいる。実は、その理恵こそが幸子の本当の母親であり、幸子は大島家の実の娘では無かった。
パリに住む理恵が日本に来るという日、父・茂を空港に連れて行くために大学にやって来た幸子は、学内の爆発事故に巻き込まれ、放射線療法用コバルト60が放出する放射線に大量被曝してしまう。その時、幸子を助けたのが、相良光夫という医大生だった。しかし幸子は、白血病になってしまい闘病生活を送ることになる。茂は、それまで幸子と実の母親の理恵を極力会わせないようにしていたが、生い先短い命の幸子の願いであった憧れの街パリに一緒に赴くことにし、さらに理恵と共に白血病治療の手掛かりのために現地の病院をいくつもあたった。
その間、幸子は、父と母の秘密、そして、互いにひかれあったはずの光夫との、本当の関係（実は異母兄妹だった）を知っていく。

## 出演
- 大島茂：宇津井健
- 大島理恵：岸恵子（特別出演）
- 大島幸子：山口百恵
- 相良光夫：三浦友和
- 相良多加子：原知佐子
- 村田一：中島久之
- 土屋：岸ユキ
- 森川助教授：福田豊土
- 岡崎ゆかり：小川美希
- 川村：川口厚
- 和田（日本航空機機長）：安井昌二
- 伊藤（日本航空機客室乗務員）：榊原るみ
- 小沼（日本航空機客室乗務員）：浜田光夫
- 高橋昌也
- 織本順吉
- 小山武宏
- ユミ：千波恵美子
- 西城：松下達夫
- 林ゆたか
- 大山のぶ代(小料理屋の女将)
- イソベアキラの母：園佳也子
- 名古屋章
- 小池朝雄
- 山本廉
- 西田健
- 木村元
- イソベアキラ：坂上忍
- 野田ハナ：杉山とく子（第15話）
- 久松夕子
- 佐々木：塩沢とき
- 辻シゲル（第18話 捨子の母親の兄役）
- 夏夕介
- 河原崎長一郎
- デデ・モンマルトル
- 岡崎：中条静夫
- 杉岡太一郎：松村達雄
- 相良英治：長門裕之
- 大島敏江：八千草薫（第1話-第6話）→渡辺美佐子（第7話-最終話）

## スタッフ・主題歌
作
石松愛弘（第1話~第4話）
安本莞二（第5話~第6話、第8話~第9話、第13話~第14話、第17話~第18話、第20話、第23話~第25話、第27話~最終話）
鴨井達比古（第7話、第10話~第12話、第19話、第21話~第22話、第26話）
橋田壽賀子（第15話~第16話）
監督
瀬川昌治（第1話）
国原俊明（第2話、第4話、第6話、第8話、第10話~第11話、第13話、第16話、第19話、第21話、第23話、第25話、第28話~最終話）
降旗康男（第3話、第5話、第15話、第17話）
富本壮吉（第7話）
土井茂（第9話、第12話、第14話、第18話、第20話、第22話、第24話、第26話~第27話）
助監督
合月勇
プロデューサー
野添和子、山本典助、新井和子
ナレーション
内藤武敏
音楽
菊池俊輔
主題歌
「ありがとう あなた」（山口百恵）

## サブタイトル
| 話数 | 放送日        | サブタイトル                   | 脚本       | 監督     | 視聴率 |
| ---- | ------------- | ------------------------------ | ---------- | -------- | ------ |
| 1    | 1975年10月3日 | 愛は突然に････                 | 石松愛弘   | 瀬川昌治 | 14.8%  |
| 2    | 10月10日      | 母ふたり                       | 石松愛弘   | 国原俊明 | 15.0%  |
| 3    | 10月17日      | 悲恋のはじまり                 | 石松愛弘   | 降旗康男 | 15.7%  |
| 4    | 10月24日      | 母の秘密                       | 石松愛弘   | 国原俊明 | 16.5%  |
| 5    | 10月31日      | 父親はだれ？                   | 安本莞二   | 降旗康男 | 18.9%  |
| 6    | 11月7日       | 夫の衝撃的告白                 | 安本莞二   | 国原俊明 | 18.8%  |
| 7    | 11月14日      | 誰もとめられぬ家出             | 鴨井達比古 | 富本壮吉 | 21.2%  |
| 8    | 11月21日      | さすらいの旅路                 | 安本莞二   | 国原俊明 | 22.3%  |
| 9    | 11月28日      | 最後の旅・パリへ！             | 安本莞二   | 土井茂   | 23.5%  |
| 10   | 12月5日       | すすり泣くパリの空             | 鴨井達比古 | 国原俊明 | 22.7%  |
| 11   | 12月12日      | 近くて遠い街・パリ             | 鴨井達比古 | 国原俊明 | 25.9%  |
| 12   | 12月19日      | 美しい嘘                       | 鴨井達比古 | 土井茂   | 20.0%  |
| 13   | 12月26日      | 涙いっぱいの贈り物             | 安本莞二   | 国原俊明 | 24.4%  |
| 14   | 1976年1月2日  | 雪に溶けあう愛                 | 安本莞二   | 土井茂   | 24.6%  |
| 15   | 1月9日        | 秘密を知った娘・幸子           | 橋田壽賀子 | 降旗康男 | 25.3%  |
| 16   | 1月16日       | 限りある人間よ祈ろう           | 橋田壽賀子 | 国原俊明 | 23.3%  |
| 17   | 1月23日       | 青春の血よ永遠に               | 安本莞二   | 降旗康男 | 23.3%  |
| 18   | 1月30日       | 愛と死の絶唱                   | 安本莞二   | 土井茂   | 23.3%  |
| 19   | 2月6日        | 出生の秘密 パリ→東京           | 鴨井達比古 | 国原俊明 | 25.1%  |
| 20   | 2月13日       | 二人の父に涙あり               | 安本莞二   | 土井茂   | 25.0%  |
| 21   | 2月20日       | しのび泣く生みの母             | 鴨井達比古 | 国原俊明 | 28.8%  |
| 22   | 2月27日       | お父さん 目が見えない！        | 鴨井達比古 | 土井茂   | 26.5%  |
| 23   | 3月5日        | 遅すぎた求婚                   | 安本莞二   | 国原俊明 | 27.1%  |
| 24   | 3月12日       | すべてを知った娘 幸子よ！      | 安本莞二   | 土井茂   | 28.6%  |
| 25   | 3月19日       | さよならの涙は湖になった       | 安本莞二   | 国原俊明 | 30.9%  |
| 26   | 3月26日       | 北の空よ！一日の健康をください | 鴨井達比古 | 土井茂   | 28.6%  |
| 27   | 4月2日        | 死よ娘を呼ばないでくれ！       | 安本莞二   | 土井茂   | 30.5%  |
| 28   | 4月9日        | 時よ止まれ 君は生きるんだ！    | 安本莞二   | 国原俊明 | 29.6%  |
| 29   | 4月16日       | ありがとう あなた              | 安本莞二   | 国原俊明 | 29.7%  |

## 備考
- 宇津井健、山口百恵、岸恵子、長門裕之の4人による、初の海外ロケをパリで行った。当時、岸はパリ在住であった。
  - ストーリーの中では、木枯らしが吹く時期のパリでロケが敢行された。岸惠子はいわずもがな、山口百恵も現地でフランス語でやりとりするシーンもある。ロケ地は、リュクサンブール庭園（山口と長門）やブティック（山口）、バー（岸と長門）、サン＝ルイ島（岸と宇津井）、フォブール＝サントノレ通りのピエール・カルダンブティック本店（山口・岸・宇津井）、その他にテルトル広場やシャンゼリゼ通り、コンコルド広場などが用いられた。
- ドラマで使われた衣装は、ピエール・カルダンが全面協力した。
- BGMは「パリの空の下」。
- パリからの帰国の途中、機内で幸子が倒れるシーンは日本航空の全面協力。機内の撮影にはモックアップ（客室乗務員の訓練用施設）が使われた。このパターンは第4作『赤い衝撃』でも使用された。
  - ただし、日本航空の協力のわりには雑な面もあり、飛行機はボーイング747だがコクピットはDC-8（当時の花形で「空の貴婦人」と呼ばれた）を使用していた。
- 『赤い衝撃』とはキャストやプロットが一部共通する。『赤い衝撃』での恋人（新田秀夫）役は三浦友和、実の父親役は長門裕之、イビリ役[2] に原知佐子が配置されており、山口演ずる大山友子と新田秀夫は途中で異母兄妹の疑惑をかけられる（実際は異母兄妹ではなかった）。
- 八千草が第6話にて降板し、第7話からは渡辺に交代した（冒頭にて、ブルーバックによる字幕テロップで演者交代の断りが流れたが、第6話での次回予告で、既に渡辺が登場していた）。なお、途中降板した理由は、当時の百恵のスケジュールが過密で、背中だけ写した百恵の代役相手に演技をさせられることなど[2] に八千草が憤慨した結果と言われている。が、百恵は後に自著[3] の中で、この件に触れ、八千草の名前は出していないが、「私は、申し訳ないと思う反面、仕方がないことだとも思っていた。（中略）私には非礼を詫びる機会も権利も持たされていなかった。」と記している。一方、八千草側からは元所属事務所の社長の弁で、多忙なスケジュールから作品と百恵を守るために制作側と揉めたとしている[4]。
  - 同様の問題は次回作『赤い運命』での志村喬の降板[2] という形で再現された。なお、同作では有馬稲子も途中で降板している。キャストの最後（トメ）にクレジットされる役で、この位置にクレジットされる女優は、当シリーズでは「宇津井の演じる主役」の妻や、「百恵の演じる少女」の母親といった重要なポジションである。
- 中国では『血疑』の題名で放送され、出演した山口百恵とともにブームを巻き起こした。山口百恵は「中国人が日本人で想像する人物」のアンケートで1位に選ばれたこともある（ニュースステーションの調査）[要出典]。

## DVD
- 赤い疑惑 DVD BOX ASIN: B00031YCQY
- 他に1-7巻の物とVHS版あり

| TBS系 金曜21時台 | TBS系 金曜21時台 | TBS系 金曜21時台 |
| 前番組           | 番組名           | 次番組           |
| ---------------- | ---------------- | ---------------- |
| 白い地平線       | 赤い疑惑         | 赤い運命         |

## リメイク版
2005年6月15日 - 6月29日の『水曜プレミア』内で放送。ホリプロ45周年・TBSテレビ放送50周年記念作品「赤いシリーズ2005」の第1弾。ホリプロ所属の石原さとみ、藤原竜也の2人が幸子、光夫を演じた。視聴率は第1週16.5%、第2週12.2%、第3週13.9%で、3回の平均視聴率14.2%。
舞台設定は現代ではなく、オリジナル版が放送された1970年代とし、忠実にリメイクをしようとしていた。しかし、乗車するタクシーが1970年代にはないクラウンコンフォート（1995年より販売）だったり、泊まった日本航空系ホテルのロゴが2005年当時のロゴだったりと時代考証に一貫していない面もあった。
オープニングのスタッフロールに1970年代当時のドラマ作品同様に縦書きの手書きテロップを用いた。オリジナル版はフィルム撮影だったがリメイク版ではVTRでの撮影となっている。なお一部映像では1970年代当時の建物や飛行機を映すためフィルム映像になっていた。

### キャスト
- 大島幸子：石原さとみ
- 相良光夫：藤原竜也
- 大島理恵：高橋恵子
- 杉岡太一朗：北村総一朗
- 相良多加子：あめくみちこ
- トラック運転手：三浦友和（特別出演）
- 相良英治：内藤剛志（特別出演）
- 有馬稲子
- 国広富之
- 濱田万葉
- 吉満涼太
- 矢柴俊博
- 仲村瑠璃亜
- 佐藤医師：沼崎悠
- 唐沢民賢
- 大島敏江：田中好子
- 大島茂：陣内孝則
- ナレーション：宇津井健

### スタッフ・主題歌
- 監修・プロデューサー：野添和子、春日千春
- 脚本：関えり香
- 演出：赤羽博、土井茂
- 音楽：菊池俊輔
- 主題歌：大竹佑季「ありがとう あなた」（編曲：藤谷一朗、門脇大輔）
- 歌唱指導：松浦有希
- ギター指導：春行
- 技術協力：東通
- 美術協力：フジアール
- スタジオ：緑山スタジオ・シティ
- 協力：日本航空
- 編成：植田博樹、渡辺信也
- 企画：小田信吾
- プロデューサー：菅井敦、梶野祐司、長坂淳子
- 企画協力：大映テレビ
- 製作：TBS、ホリプロ

### DVD
- 石原さとみ主演「赤い疑惑」ASIN: B000A8MK50

| TBS系 赤いシリーズ2005 | TBS系 赤いシリーズ2005 | TBS系 赤いシリーズ2005 |
| 前番組                 | 番組名                 | 次番組                 |
| ---------------------- | ---------------------- | ---------------------- |
| -                      | 赤い疑惑               | 赤い運命2005           |